# Taterillus emini
Taterillus emini é uma espécie de roedor da família Muridae.
Pode ser encontrada nos seguintes países: República Democrática do Congo, Etiópia, Quénia, Sudão e Uganda.
Os seus habitats naturais são: savanas áridas, campos de gramíneas subtropicais ou tropicais húmidos de baixa altitude e terras aráveis.